# Louis Carré (mathématicien)
Pour les articles homonymes, voir Louis Carré et Carré (homonymie).

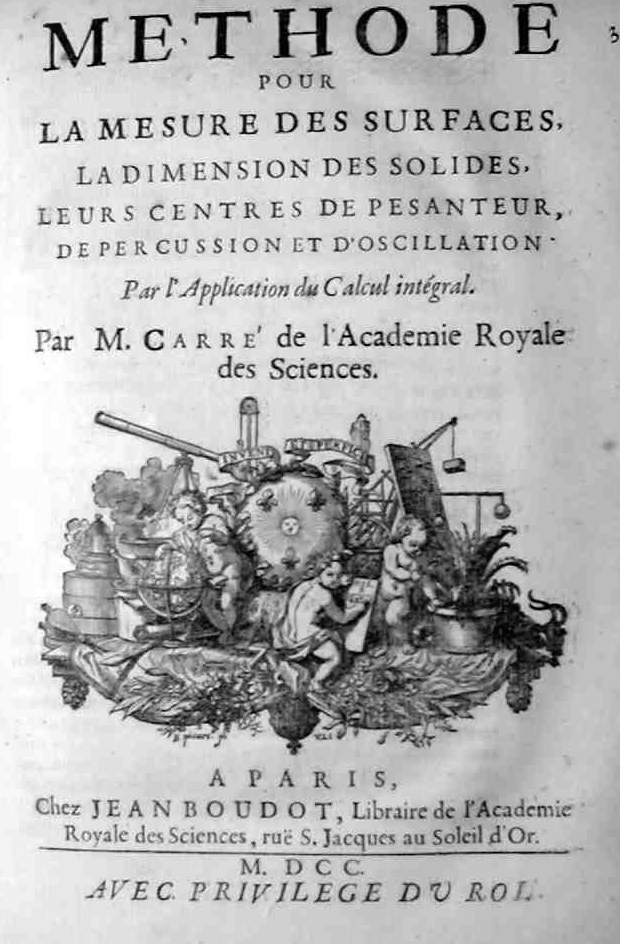
La Méthode pour la mesure des surfaces, publiée par Louis Carré en 1700, est le premier ouvrage sur le calcul intégral.

Louis Carré est un mathématicien français, né le 26 juillet 1663 à Clos-Fontaine près de Nangis et mort à Paris le 11 avril 1711.

## Biographie

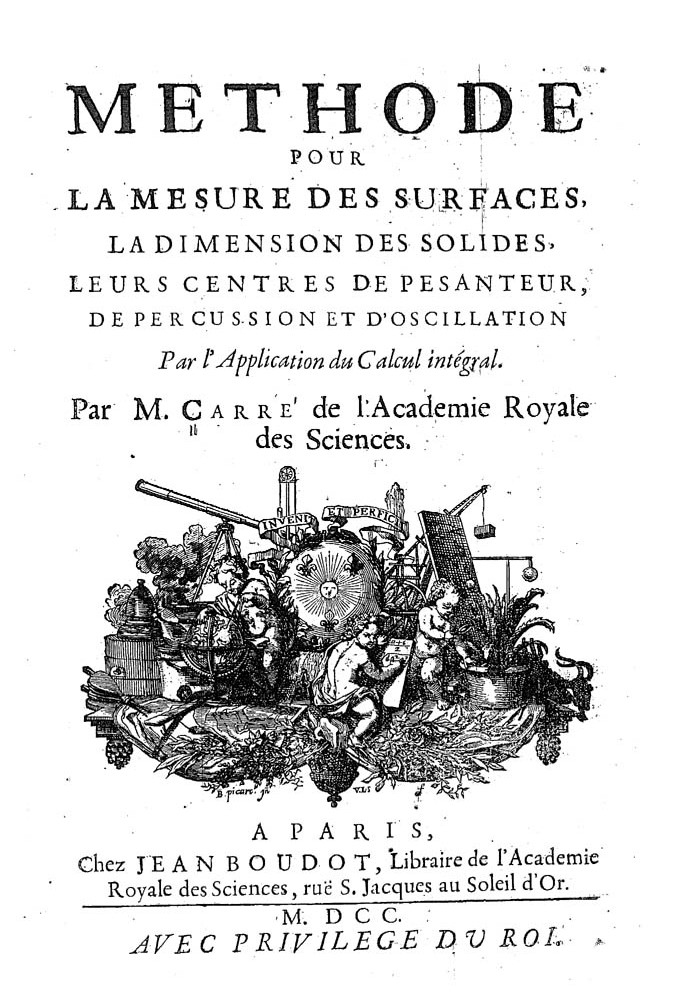
Méthode pour la mesure des surfaces, la dimension des solides, leurs centres de pesanteur, de percussion et d'oscillation, 1700

Son père, laboureur, lui demande de devenir prêtre et Louis étudie la théologie durant trois ans à Paris. Confronté à son refus d'entrer dans les ordres, son père lui coupe les vivres. Il obtient alors un poste de secrétaire auprès de Nicolas Malebranche (1638-1715), qui lui fait découvrir les mathématiques et la métaphysique.
Après sept ans à son service, il décide de s'émanciper et d'enseigner sa propre conception de la philosophie, et a principalement des femmes comme élèves. Pierre Varignon (1654-1722) le remarque et le prend en 1697 comme élève géomètre à l'Académie des sciences, dont il est nommé titulaire géomètre par Louis XIV en 1699.
Il fait paraître en 1700 le premier ouvrage sur le calcul intégral intitulé Méthode pour la mesure des surfaces, la dimension des solides, leurs centres de pesanteur, de percussion et d'oscillation par l'application du calcul intégral. Deux années plus tard, il est nommé associé géomètre à l'Académie des sciences, puis pensionnaire mécanicien en 1706. Le petit revenu associé à cette fonction lui permettait de vivre et de se consacrer entièrement à l'étude.
Il se consacre notamment à la musique et étudie la théorie du son, donne la description de différents instruments. Mais son état de santé se dégrade et il passe les dernières années de sa vie très malade. Il trouve refuge chez le conseiller au parlement M. Chauvin.
Sa place de pensionnaire est occupée alors par René-Antoine Ferchault de Réaumur (1683-1757).

## Mémoires de l'Académie royale des sciences
- CARRE, dans Table générale des matières contenues dans l'"Histoire" et dans les "Mémoires de l'Académie royale des sciences", par la Compagnie des libraires, Paris, 1729, tome 2, Années 1699-1710, p. 116-118 (lire en ligne)